# Oració subordinada adverbial
Les oracions subordinades adverbials són un tipus d'oracions subordinades que fan en l'oració composta la mateixa funció que un adverbi, és a dir complement circumstancial. En l'oració simple i es poden intercanviar per aquest. N'hi ha de diferents tipus introduïdes per una conjunció determinada i es poden dividir en pròpies i impròpies.

## Pròpies
Són aquelles que es poden substituir per un adverbi o una locució adverbial. Poden ser de lloc, temps i mode:
- Temporals: moment en què es produeix el fet.

Nexes: abans que, quan, mentre, després que, des que...
Ex.: Quan va arribar, van aplaudir.
- Locatives: localització del fet.

Nexes: on
Ex.: Vés on vulguis.
- Modals: manera.

Nexes: com, com si...
Ex.: Camina com pot.

## Impròpies
Són aquelles que no es poden substituir per un adverbi o locució adverbial però realitzen en l'oració la funció d'aquests. Poden ser causals, finals, consecutives, comparatives, concessives i condicionals:
- Causals: indiquen la causa de l'acció.

Nexes: perquè, ja que, com que...
Ex.: Vinc perquè no em trobo bé.
- Finals: indiquen finalitat.

Nexes: perquè, a fi que, per tal que...
Ex.: Vinc perquè m'ajudis.
- Consecutives: expressen conseqüència.

Nexes: tant...que, massa...perquè
Ex.: Parla tant que m'atabala.
- Comparatives: estableixen una comparació (d'inferioritat, igualtat o superioritat).

Nexes: més ...que, menys ...que, tan...com
Ex.: És tan alt com son pare.
- Concessives: expressen una concessió.

Nexes: encara que, malgrat que..
Ex.: Sortirem d'excursió, encara que plogui.
- Condicionals: expressen condició.

Nexes. si, en cas que...
Ex.: Si arribes aviat, anirem al cinema.